# David Wahl
David Robert Wahl, född 3 juni 1920 i Stockholm, död 31 juli 2005, var en svensk företagsledare. Han var far till Anna Wahl.
Wahl, som var son till grosshandlare Ivar Wahl och Olga Dahlström, studerade vid Schartaus handelsinstitut 1941 och diplomerades från Handelshögskolan i Stockholm 1947. Han inträdde i Ivar Wahl AB i Stockholm 1936 och blev verkställande direktör där 1953 (även styrelseledamot).
Wahl fortsatte att var under 28 år verkställande direktör för sin fars företag, där även  bröderna Gösta (produktchef) och Bertil (marknadschef) verkade. Varumärket Wahls profilerades under 1950-talet som ungt dammode med enkla funktionella plagg i naturmaterial. År 1959 startades egen tillverkning av konfektion i Ulricehamn. Företaget introducerade begreppet tonårskläder i Sverige och många kända designers var verksamma där. Koordination blev senare en bärande idé, där plagg gick att koordinera inom och mellan kollektioner i lättskötta material för den yrkesverksamma kvinnan. År 1968 byggdes en helt ny och modern fabrik i Ulricehamn, dit även huvudkontoret samt modell- och marknadsavdelningarna flyttades.
År 1984, då Wahls firade 50-årsjubileum, fanns 300 anställda och 70 procent av omsättningen gick på export. År 1989, då företaget fått ekonomiska problem, såldes det till finansmannen Peter Wahlberg. Det beslutades om flyttning av produktionen till Portugal, varför fabriken i Ulricehamn stängdes i januari 1990, men kort därefter försattes företaget i konkurs.
David Wahl är begravd på Skogskyrkogården i Stockholm.